# 日立リビングサプライ
株式会社日立リビングサプライ（ひたちリビングサプライ、英語表記は後述）は、かつて存在した日立グループの企業。
後身である日立グローバルライフソリューションズの社内カンパニー、リビングサプライ社についてもあわせて記述する。

## 概要
日立家電の開発企業等を一部継承する形で1995年4月1日に発足。日立グループの一員として生活者視点に基づいた商品開発等を行っている。現在日立チェーンストールで取り扱っているTVアンテナ類も一部同社製である。
主な取扱品は理美容・健康器具、オーディオ関連機器、OEM品、日立グループでの生産がない他社ブランド品の日立チェーンストール向け斡旋品などである。日立本体が製造していないデジタルカメラも当社が製造・販売している（デジタルビデオカメラは親会社の日立製作所本体と当社がそれぞれ販売・製造している）。
OEM品の例として「地上デジタルハイビジョンチューナーHTU-1」はマスプロ電工製「地上デジタルチューナーDT610」をベースにした物である。また日立製地上・BS・110度CSデジタルTV及びBD/DVDレコーダーのうち一部はパナソニック・三菱電機・ソニーのOEMとなっており、これらは「Wooo」を名乗っていない（日立製作所は2009年限りでBD/DVDレコーダー生産より撤退。現在は日立リビングサプライ製の地デジTV及びBD/DVDレコーダー（パナソニックOEM品）は系列店「日立チェーンストール」のみで販売）。
なお会社名をそのまま英文表記すると「HITACHI Living Supply」であるが、英文での正式社名並びに商品へ記載されている社名ロゴは「HITACHI Living Systems」（HITACHI Living Systems, Ltd.→Hitachi Consumer Marketing, Inc., Living Systems Company）である。

## 歴史
- 1995年（平成7年）4月1日：日立家電と日立製作所の合併に際し、株式会社エイチ･アイ･ティ（日立製作所の関連会社）と株式会社ウイングインターナショナルが合併し、日立家電営業開発本部の一部事業を承継、株式会社日立リビングサプライが発足。
- 1999年（平成11年）10月：株式会社日立メディアフォースを吸収合併。
- 2012年（平成24年）：日立チェーンストール向けBDレコーダー供給を終了（翌2013年以降、日立チェーンストールへ供給されるBDレコーダーはパナソニック「DIGA」に変更）。
- 2014年（平成26年）
  - 7月28日：10月1日付で日立コンシューマ・マーケティングと経営統合する旨を社のサイト上で公式発表。
  - 10月1日：日立コンシューマ･マーケティングと経営統合。日立コンシューマ・マーケティングの社内カンパニー「リビングサプライ社」となる。同時に「日立お店ナビ（全国の日立チェーンストール検索）」のトップページをリニューアル。
- 2017年（平成29年）8月1日：マクセルホールディングスがBDレコーダー「アイヴィブルー」生産より撤退したことに伴い、日立チェーンストールへの「Wooo」ブランドBDレコーダー供給を再開。
  - 生産はパナソニックへ委託しており、「DIGA」2016年秋冬モデル「DMR-BRW1020」のOEMである「DVL-BRT20」1機種のみを発売。アナログAV出力端子と光デジタル出力端子は廃止され、TV受像機及びシアターとは別売りHDMIケーブルでしか繋げない。
- 2018年（平成30年）10月：売上不振に伴うリストラの一環として、日立ブランド薄型テレビ&BDレコーダー「Wooo」の国内販売を完全終了。以降日立チェーンストールでは「ブラビア」などのソニー製品を販売開始（子会社「ソニーマーケティング」と販路拡大などで提携する方針で合意）。

## 取扱商品
- CDラジカセ（Lo-D<元々は日立本社のオーディオ商品のブランド>）
- 調理器具
- 整水器
- 美容器具・シェーバーなど

## 営業車のデザイン
- 営業車には（日立チェーンストール各店の営業車同様）日立グループ共通スローガン「HITACHI Inspire the Next」ロゴが車体側面のドア部に描かれている（但し「日立コンシューマ・マーケティング」の社名表記は無し）。